# Bartoloméo Ruiz
Bartoloméo Ruiz – hiszpański konkwistador, pilot Francisca Pizarra. Jest uważany za pierwszego Europejczyka, który nawiązał kontakt z Indianami z Peru.
W 1526 roku Francisco Pizarro i Diego de Almagro wyruszyli na dwóch karaweli do zatoki Buenaventura w Kolumbii. Tam jedna z nich powróciła do Panamy a druga kierowana przez Ruiz popłynęła na południe. Ruiz odkrył zatokę Tumaco. Po wyjściu z zatoki napotkał indiańską tratwę balsa z dwudziestoma osobami i sześć tonami towarów. Hiszpanie zdobyli tratwę i wzięli do niewoli trzy kobiety i dwóch mężczyzn. Jeńcy opowiedzieli o bogatym państwie Biru (Peru). Bartoloméo Ruiz postanowił popłynąć dalej na południe. Minął miasto Tumbez w Zatoce Guayaquil, dotarł do ujścia rzeki Chira (obecnie leży tam miasto peruwiańskie Paita). 

Po powrocie do Panamy, już wraz z posiłkami i z Almagro, ponownie wypłynęli na południe do inkaskiego miasta Manta, gdzie ponieśli porażkę i wycofali się na wyspę Gallo koło zatoki Tumaco. 